# Alpy Lechtalskie

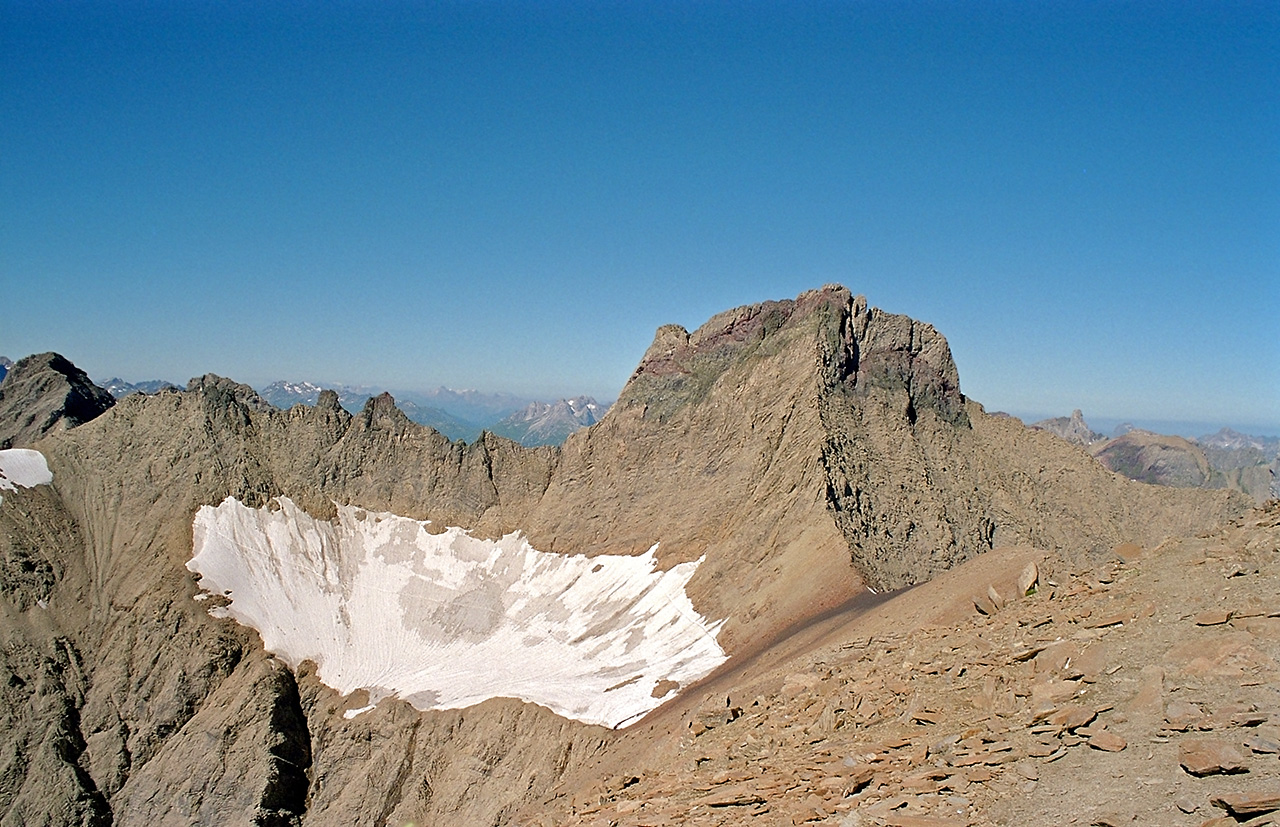
Parseierspitze

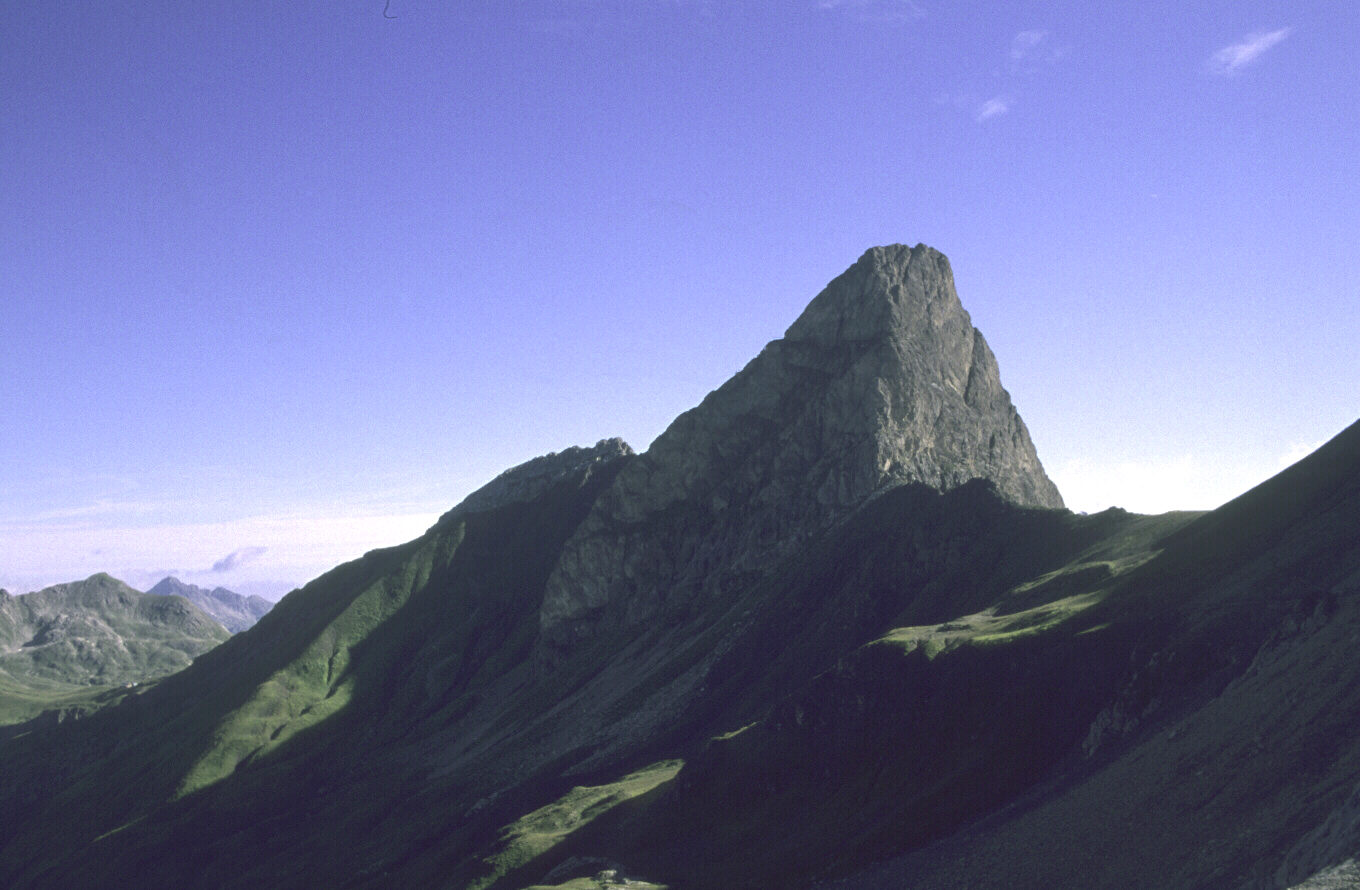
Roggspitze

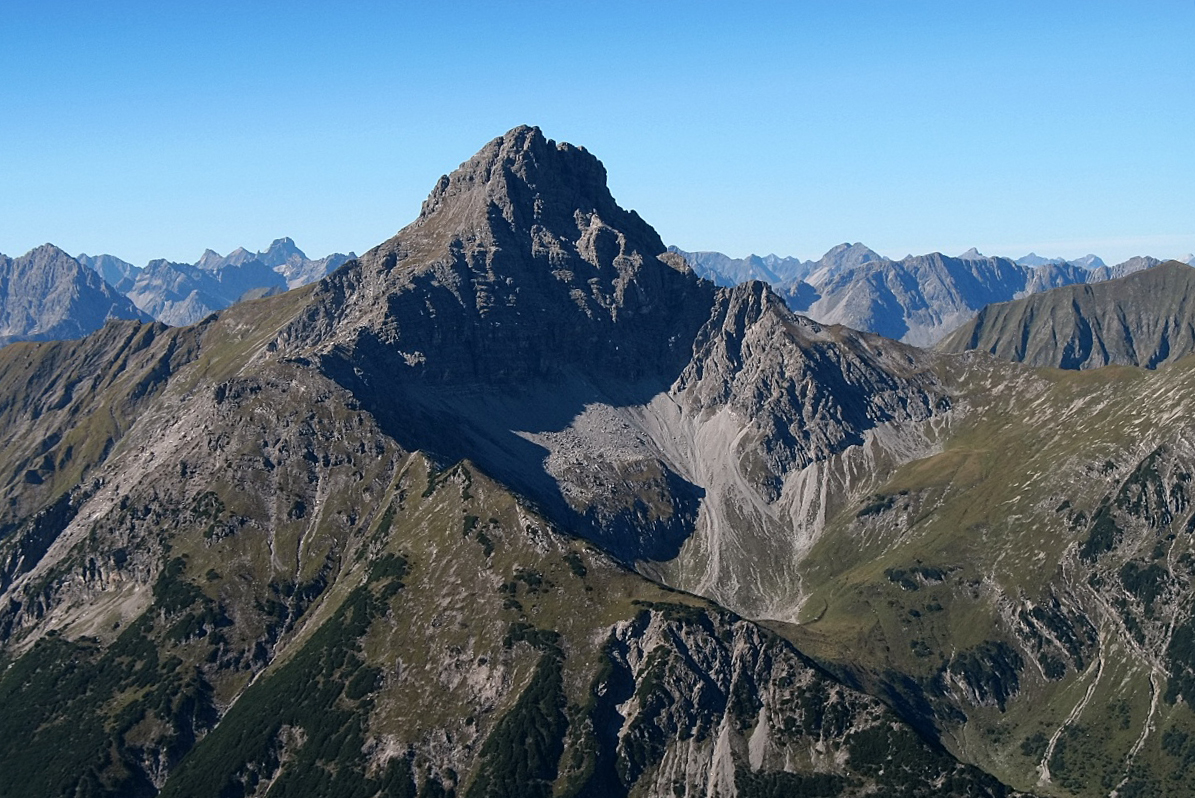
Namloser Wetterspitze

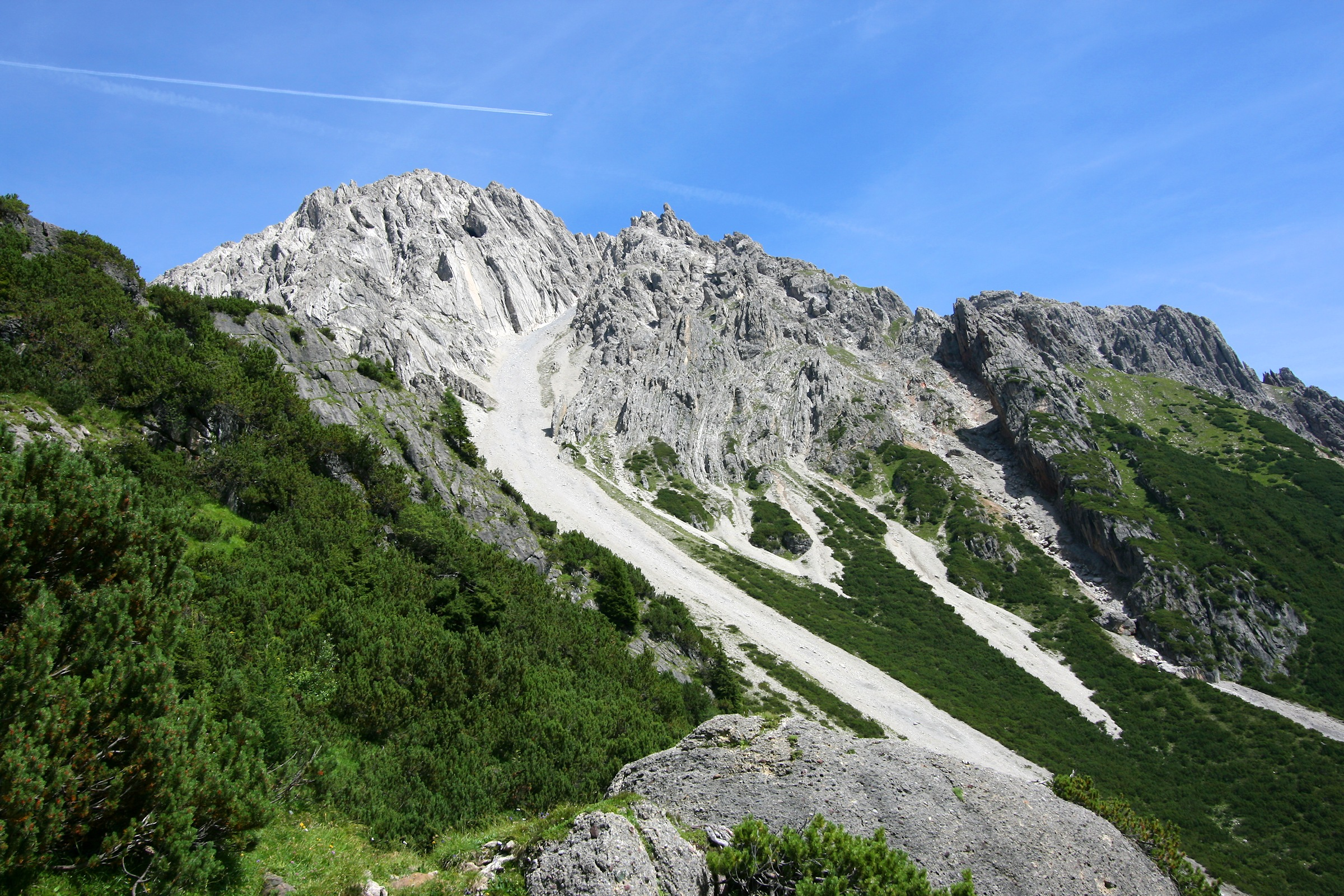
Hintere i Vordere Platteinspitze

Alpy Lechtalskie (niem. Lechtaler Alpen) – pasmo górskie, część Północnych Alp Wapiennych. Leży w Austrii, w krajach związkowych Vorarlberg i Tyrol, między dolinami górnego Lechu i Innu. Najwyższym szczytem jest Parseierspitze, który osiąga 3036 m.
Pasmo to ciągnie się z zachodu na wschód na przestrzeni około 70 km. Zbudowane jest ze skał osadowych, głównie wapieni. Cechują się rzeźbą krasową, w wyższych partiach występują liczne formy polodowcowe. W Alpach Lechtalskich ma swoje źródła wiele krótkich dopływów Lechu i Innu. Obszar jest w większości zalesiony. Dobrze rozwinięte są turystyka i narciarstwo. Główne ośrodki: St. Anton am Arlberg, Zürs, Imst i Landeck.
Alpy Lechtalskie graniczą z: Alpami Algawskimi na północy, Ammergauer Alpen na północnym wschodzie, Wettersteingebirge na wschodzie, Alpami Ötztalskimi na południowym wschodzie, Samnaungruppe na południu, Verwallgruppe na południowym zachodzie oraz z Lechquellengebirge na zachodzie.
Najwyższe szczyty:
- Parseierspitze (3036 m),
- Dawinkopf (2970 m),
- Südlicher Schwarzer Kopf (2949 m),
- Gatschkopf (2947 m),
- Bocksgartenspitze (2939 m),
- Holzgauer Wetterspitze (2898 m),
- Oberer Bocksgartenkopf (2888 m),
- Vorderseespitze (2888 m),
- Freispitze (2887 m),
- Eisenspitze (2859 m),
- Feuerspitze (2851 m),
- Große Schlenkerspitze (2831 m),
- Valluga (2808 m),
- Muttekopf (2777 m),
- Stanskogel (2757 m),
- Leiterspitze (2752 m),
- Roggspitze (2747 m),
- Dremelspitze (2741 m).

Schroniska:
| - Anhalter Hütte, - Ansbacher Hütte, - Augsburger Biwakschachtel, - Augsburger Hütte, - Edelweißhaus, - Hanauer Hütte, - Heiterwandhütte, - Kaiserjochhaus, - Leutkircher Hütte, - Loreahütte, | - Memminger Hütte, - Muttekopfhütte, - Reuttener Hütte, - Simmshütte, - Steinseehütte, - Stuttgarter Hütte, - Ulmer Hütte, - Wolfratshauser Hütte, - Württemberger Haus. |  |